# História de Quirinópolis
A História de Quirinópolis, um município brasileiro localizado no interior do   estado de Goiás, especificamente ao sul deste, é iniciada em 1832, com a vinda da família de desbravadores de João Crisóstomo de Oliveira, vindos de Ouro Preto, em Minas Gerais. Na data específica, esta região do sudoeste goiano era completamente desabitada.
A família fixou-se na região entre o Córrego de Água Limpa e o Rio São Francisco, tomando posse de vasta extensão de terras, onde fixaram-se e construíram uma enorme fazenda.

## Primórdios
Em 1843, José Vicente de Lima e José Ferreira de Jesus, juntamente com sua esposa, Maria Jacinta Oliveira, doaram terras à Igreja Católica, dando origem assim ao povoado de Abadia do Paranaíba, que mais tarde recebeu o nome de Nossa Senhora D'Abadia.
Em 29 de julho de 1879, o povoado foi elevado à categoria de Freguesia, com o nome de Nossa Senhora D'Abadia ou Capelinha. Por localizar-se em área pouco fértil e de difícil acesso, a primeira capela foi abandonada pelos habitantes da região. A capela então, foi demolida por José Quirino Cardoso, em 1910, que construiu a atual Velha Matriz, com o auxílio dos habitantes da Freguesia.

## Emancipação
Em 10 de julho de 1894, a Freguesia de Nossa Senhora D'Abadia tornou-se distrito de Rio Verde. Em 24 de fevereiro de 1931, o distrito recebeu o nome de Quirinópolis, em homenagem à José Quirino. Em dezembro de 1943, Quirinópolis foi elevado à categoria de cidade, desmembrando-se do município de Rio Verde. A emancipação ocorreu formalmente apenas em 22 de janeiro de 1944.

## História recente
A exploração agropastoril é proveitosa devido às condições favoráveis, que se constituiu com base para a implantação do município no decorrer do tempo. A história conta que até 1966 - ano em que se inaugurou a Hidrelétrica de Cachoeira Dourada – o desenvolvimento do município foi incipiente, sendo que importantes mudanças no perfil sócio econômico do município foram registradas nessa época, decorrente da expansão da Pecuária e da Agricultura, que refletiram positivamente, no crescimento das atividades do setor terciário da localidade.
No fim da Década de 1970 até  meados da Década de 1980, Quirinópolis registrou expressiva taxa de crescimento populacional, com uma notável expansão das atividades econômicas e melhoria de sua infraestrutura econômica e social, com ênfase na zona urbana.